# Dennis Aogo
Dennis Aogo (sinh ngày 14 tháng 1 năm 1987 ở Karlsruhe) là một cầu thủ bóng đá người Đức gốc Nigeria hiện chơi cho Hamburger SV.

## Sự nghiệp

### Sự nghiệp câu lạc bộ
Aogo là thành viên của lò đào tạo trẻ SC Freiburg, và có trận đấu ra mắt ở Bundesliga khi mới 17 tuổi. Anh nhanh chóng giành được một vị trí ở hàng tiền vệ.
Trước khi chơi cho Freiburg, anh chơi cho lò đào tạo trẻ Karlsruher SC và đã chơi ờ nhiều cấp độ đội trẻ bao gồm cả đội U-15 và U-16.

### Thi đấu quốc tế
Aogo từng là thành viên đội U-21 Đức. Do luật của FIFA lúc đó mà anh không được chơi cho đội tuyển bóng đá quốc gia Nigeria bởi đã từng chơi cho các cấp độ đội trẻ của Đức. Nhưng sau này do sự phát triển của bóng đá mà FIFA đã gỡ bỏ luật này để cầu thủ có thể chơi cho các đội tuyển khác nhau ở mọi độ tuổi, điều này có nghĩa Aogo có thể chơi cho đội tuyển Nigeria. Tuy nhiên, sau khi từ chối nhiều lời mời của Liên đoàn bóng đá Nigeria anh quyết định chơi cho đội tuyển Đức và qua đó sẽ có cơ hội để giành vị trí chính thức trong đội hình trong tương lai. Tuy nhiên, quê nội của anh Nigeria muốn gọi anh cho World Cup 2010 ở Nam Phi khi Shaibu Amoudou đã xem xét anh trong một thời gian dài nhưng vào ngày 5 tháng 1 năm 2010 Aogo cho biết anh sẽ chỉ chơi cho đội tuyển Đức.

## Danh hiệu
- Giải vô địch U-21 châu Âu: 2009